# 柳町 (秦野市)
柳町（やなぎちょう）は、神奈川県秦野市に存在する町丁である。現行行政地名は柳町一丁目と柳町二丁目。住居表示実施済み区域。

## 地理
柳町は、秦野市にある秦野盆地の西側、小田急小田原線渋沢駅の北側に位置する。同市の西地区に存在する町丁である。周辺は南で曲松や萩が丘、東で若松町、北で松原町や春日町、西で沼代新町とそれぞれの同じ西地区の町丁や大字と接する
。

## 世帯数と人口
2023年（令和5年）4月1日現在（秦野市発表）の世帯数と人口は以下の通りである。
| 丁目       | 世帯数  | 人口  |
| ---------- | ------- | ----- |
| 柳町一丁目 | 197世帯 | 363人 |
| 柳町二丁目 | 136世帯 | 271人 |
| 計         | 333世帯 | 634人 |

### 人口の変遷
国勢調査による人口の推移。
| 年                 | 人口 |
| ------------------ | ---- |
| 1995年（平成7年）  | 663  |
| 2000年（平成12年） | 656  |
| 2005年（平成17年） | 643  |
| 2010年（平成22年） | 608  |
| 2015年（平成27年） | 615  |
| 2020年（令和2年）  | 616  |

### 世帯数の変遷
国勢調査による世帯数の推移。
| 年                 | 世帯数 |
| ------------------ | ------ |
| 1995年（平成7年）  | 245    |
| 2000年（平成12年） | 270    |
| 2005年（平成17年） | 271    |
| 2010年（平成22年） | 266    |
| 2015年（平成27年） | 292    |
| 2020年（令和2年）  | 305    |

## 学区
市立小・中学校に通う場合、学区は以下の通りとなる（2015年11月時点）。
| 丁目       | 番地 | 小学校             | 中学校           |
| ---------- | ---- | ------------------ | ---------------- |
| 柳町一丁目 | 全域 | 秦野市立堀川小学校 | 秦野市立西中学校 |
| 柳町二丁目 | 全域 | 秦野市立西小学校   | 秦野市立西中学校 |

## 事業所
2021年（令和3年）現在の経済センサス調査による事業所数と従業員数は以下の通りである。
| 町丁 | 事業所数  | 従業員数 |
| ---- | --------- | -------- |
| 柳町 | 126事業所 | 845人    |
| 柳町 | 47事業所  | 319人    |
| 計   | 173事業所 | 1,164人  |

### 事業者数の変遷
経済センサスによる事業所数の推移。
| 年                 | 事業者数 |
| ------------------ | -------- |
| 2016年（平成28年） | 179      |
| 2021年（令和3年）  | 173      |

### 従業員数の変遷
経済センサスによる従業員数の推移。
| 年                 | 従業員数 |
| ------------------ | -------- |
| 2016年（平成28年） | 1,059    |
| 2021年（令和3年）  | 1,164    |

## 交通
- 鉄道
  - 小田急小田原線渋沢駅が近くに存在する。なお同駅の所在地は南隣の曲松であるが、同駅北口のバスロータリー周辺は当町内にある。
- 路線バス
  - 神奈川中央交通（神奈中バス）が当町内では北口のバスロータリーから盆地の北西側など各地域へ運行している。乗り場や行き先などの詳細については「渋沢駅#路線バス」の項を参照。
- 道路
  - 国道246号が当町の北側を、北隣の松原町や春日町との境沿いに通っている。
  - 神奈川県道706号丹沢公園松原町線が国道246号との渋沢駅入口交差点から渋沢駅の北口周辺まで当町内に延びている。
  - 神奈川県道708号秦野大井線が国道246号との曲松交差点（同県道の起点）から南下し、当町と東隣の若松町との境沿いに通っている。

## 周辺
- 秦野市消防署西分署
- 秦野市立西中学校
- 小田原百貨店渋沢店
- 横浜銀行渋沢支店

その他、駅北口周辺や国道246号沿い（当町寄り）など様々な公共や商業施設が建ち並んでいる。

## その他

### 日本郵便
- 郵便番号 : 259-1315[3]（集配局 : 秦野郵便局[16]）。